# Desorbimento di campo
In spettrometria di massa il desorbimento di campo è una tecnica di ionizzazione per desorbimento. Questa tecnica produce poca frammentazione, è una tecnica di ionizzazione soft. Comunemente si indica con FD, dalla lingua inglese field desorption.

## Meccanismo
Il campione viene posto su una superficie metallica con microaghi in carbonio e che serve da anodo. Applicando gradienti di tensione elevati sulla punta degli aghi, dal campione viene sottratto un elettrone ed espulso quindi come catione. Tale metodo è stato per gran parte soppiantato dall'avvento del bombardamento con atomi veloci.